# 3901 Нанкіндасюе
3901 Нанкіндасюе (3901 Nanjingdaxue) — астероїд головного поясу, відкритий 7 квітня 1958 року.
Тіссеранів параметр щодо Юпітера — 3,313.
Названо на честь Нанкінського університету (КНР).